# Andrena vitiosa
Andrena vitiosa är en biart som beskrevs av Smith 1879. Andrena vitiosa ingår i släktet sandbin, och familjen grävbin. Inga underarter finns listade i Catalogue of Life.